# ハイコタ
ハイコタ（英語: Haykota）は、エリトリア北西部・ガシュ・バルカ地方の町。ハイコタ地区の行政府所在地でもある。酪農協同組合を中心とした酪農業が行われている。エリトリア独立戦争を開始したハミッド・イドリース・アワテの記念碑が近隣にある。北緯15度10分14秒、東経37度04分29秒。標高684m。
ハイコタは他にAicota,Aycota,Haikota,Aycotal,Haycota等と綴られる。